# Hordád
Hordád (perzsa betűkkel خرداد, tudományos átiratban ḫordâd) az 1925-ben bevezetett, Iránban használatos iráni naptár harmadik hónapja, a harmadik tavaszi hónap. 31 napos; kezdete többnyire a világszerte használt Gergely-naptár szerinti május 22-re, utolsó napja pedig június 21-re esik.